# Viggo Sundmoen
Viggo Sundmoen (Os, 24 aprile 1954) è un ex calciatore norvegese, di ruolo attaccante.

## Carriera

### Club
Sundmoen debuttò con la maglia del Rosenborg in data 1º maggio 1978, in occasione del pareggio per 1-1 contro lo Strindheim. La squadra conquistò la promozione e, nel campionato 1979, fu capocannoniere della squadra assieme a Jørgen Sørlie, entrambi a 7 reti. Rimase in forza al Rosenborg fino al 1981, totalizzando 59 presenze e 24 reti in campionato. Nel 1982, passò allo HamKam, dove restò fino al 1985.